# Marquess of Bath

Wappen des Marquess of Bath

Marquess of Bath, in the County of Somerset, ist ein erblicher britischer Adelstitel in der Peerage of Great Britain, der vom Oberhaupt der Familie Thynne geführt wird.

## Verleihung
Der Titel wurde am 18. August 1789 für Thomas Thynne, 3. Viscount Weymouth geschaffen.

## Nachgeordnete Titel
Er hatte 1751 von seinem Vater die Titel Viscount Weymouth, in the County of Dorset und Baron Thynne, of Warminster in the County of Wilts, geerbt, die am 11. Dezember 1682 in der Peerage of England für Sir Thomas Thynne, 2. Baronet geschaffen worden waren; außerdem den Titel Baronet, of Cause Castle in the County of Salop, der am 15. Juli 1641 in der Baronetage of England geschaffen worden war. Die Titel werden seither als nachgeordnete Titel des Marquess of Bath geführt. Sein Titelerbe (Heir apparent) führt den Höflichkeitstitel Viscount Weymouth.

## Liste der Titelinhaber

### Thynne Baronets, of Cause Castle (1641)
- Sir Henry Frederick Thynne, 1. Baronet (1615–1680)
- Sir Thomas Thynne, 2. Baronet (1640–1714) (1682 zum Viscount Weymouth erhoben)

### Viscounts Weymouth (1682)
- Thomas Thynne, 1. Viscount Weymouth (1640–1714)
- Thomas Thynne, 2. Viscount Weymouth (1710–1751)
- Thomas Thynne, 3. Viscount Weymouth (1734–1796) (1789 zum Marquess of Bath erhoben)

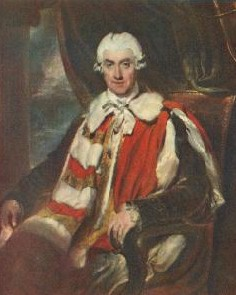
Thomas Thynne, 1. Marquess of Bath

### Marquesses of Bath (1789)
- Thomas Thynne, 1. Marquess of Bath (1734–1796)
- Thomas Thynne, 2. Marquess of Bath (1765–1837)
- Henry Frederick Thynne, 3. Marquess of Bath (1797–1837)
- John Alexander Thynne, 4. Marquess of Bath (1831–1896)
- Thomas Henry Thynne, 5. Marquess of Bath (1862–1946)
- Henry Frederick Thynne, 6. Marquess of Bath (1905–1992)
- Alexander George Thynn, 7. Marquess of Bath (1932–2020)
- Ceawlin Henry Laszlo Thynn, 8. Marquess of Bath (* 1974)

Titelerbe (Heir apparent) ist der Sohn des aktuellen Titelinhabers, John Alexander Ladi Thynn, Viscount Weymouth (* 2014).